# Thyropygus trispinus
Thyropygus trispinus är en mångfotingart som beskrevs av Demange 1961. Thyropygus trispinus ingår i släktet Thyropygus och familjen Harpagophoridae. Inga underarter finns listade i Catalogue of Life.